# フィル・ヒース
フィル・ジャーロッド・ヒース（Phillip Jerrod Heath, 1979年12月18日-）は、アメリカ合衆国ワシントン州シアトル出身の、現役ボディビルダー。

## 来歴
幼少期のヒースは両親が共働きであったため、家事を自分で行いながらバスケットボールの練習に打ち込んだ。
高校時代のバスケットボール実績が認められて大学はスポーツ奨学金で入学。大学では経営学とITを専攻しながらバスケットボールを続けた。
バスケットボールのトレーニングの一環で行ったウエイトトレーニングがボディビルを始めるきっかけとなり、バスケットボールに限界を感じていたヒースは次第にボディビルに傾倒。
2003年にボディビルデビュー。2011年から2017年までミスター・オリンピアを7連覇。

## 人物
ボディビルダーとして優れた才能を持っていることから"The Gift"(天から与えられた者)の異名を持つ。
シンプルかつ基本に忠実なウエイトトレーニングを行うボディビルダーとして知られ、オーバートレーニングを避けることも重視している。